# 坦克击毁臂章
坦克击毁臂章（德语：Sonderabzeichen fur das Niederkampfen von Panzerkampfwagen durch Einzelkampfer）是一项二战期间的德国军事奖章，颁发对象是用手持武器独立击毁敌方坦克或装甲战斗车辆的个人。专门的反坦克部队人员则无资格获得这个奖章。该奖章设立于1942年3月9日，但追溯到1941年6月22日（巴巴羅薩行動的开始日期，即德国入侵苏联的开始日期）为止的击毁战果也可以算入统计数据。在该奖章设立之前，士兵因击毁坦克而获得的荣誉是普通突击章。
1943年12月18日，德国国防军最高统帅部设立了用于奖励独立击毁5辆坦克的英勇行为的金质坦克击毁臂章。此前，击毁一辆敌方坦克的奖励是一枚银质坦克击毁臂章，而在金质版本设立后，已经拥有4枚银质版本的军人在击毁第5辆坦克后便可把所有4枚银质奖章换成一枚金质奖章，而此后如果再获得坦克击毁战果，则将再获得银质击坦克毁臂章，满5辆获颁一枚金质臂章，以此类推。

## 差异
银质坦克击毁臂章的银色条带长88毫米，宽33毫米，上面有一个黑色的四號坦克徽章，规格为42x18毫米。距上下边缘2毫米处各有一条宽度为4毫米的黑色条带。奖章的配戴方式是固定在袖子上，奖章背面为布制或棉制。
金质版本的奖章与银质版本类似，但奖章上的线为金色，上下两条水平条带为黑色，坦克徽章上的涂层为金色，银质版本的为黑色。
- 银质——每击毁一辆坦克可获颁一枚[1]
- 金质——每击毁5辆坦克可获得一枚[1]

最著名的获得者名为京特·维岑茨（Gunther Viezenz），他一共击毁了21辆敌方坦克。 